# Comisiones de las Cortes Generales

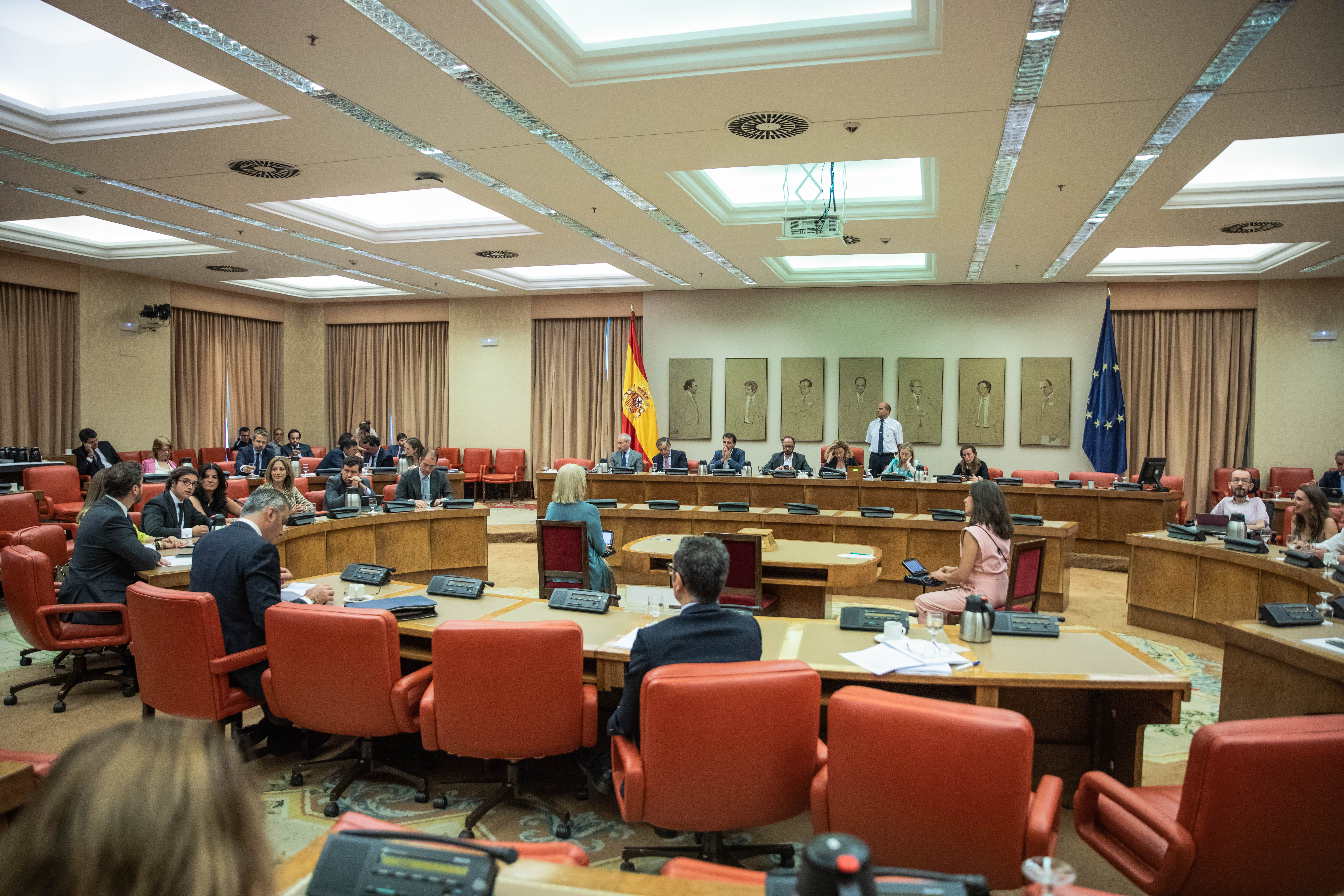
Sala Constitucional del Congreso, donde se reúnen algunas comisiones, entre ellas, la Constitucional.

Las Comisiones son el principal órgano de trabajo de las Cortes Generales, el órgano constitucional que ostenta el poder legislativo de España. Existen comisiones tanto en el Congreso de los Diputados como en el Senado, y cada cámara tiene su propia regulación. En general, existen dos tipos de comisiones: las comisiones permanentes y las comisiones no permanentes (dentro de las cuales se incluyen las comisiones de investigación). A su vez, las comisiones permanentes pueden ser legislativas y no legislativas.

## Generalidades
- Las comisiones permanentes son comisiones que existen en todas y cada una de las legislaturas por el hecho de estar previstas legalmente y cuyo principal objetivo es desarrollar las funciones constitucionales que la Constitución otorga al poder legislativo.
  - Dentro de esta categoría, puede haber comisiones legislativas, que tienen capacidad de legislar, y no legislativas, con la única función de debatir.
- Las comisiones no permanentes son comisiones temporales que se crean para una tarea específica y, una vez cumplida esa tarea o bien, acabada la legislatura, es disuelta.
- Las comisiones mixtas son aquellas compuestas por miembros de ambas Cámaras.
- Las comisiones conjuntas son aquellas comisiones que se componen de los miembros de dos o más comisiones al ser estas competentes en el tema a tratar.
- Las comisiones de investigación son un tipo de comisión permanente no legislativa cuya función es la de investigar asuntos de interés público. Las conclusiones de este tipo de comisiones no vincula a los tribunales en caso de delito y la asistencia a ellas es obligatoria, cometiendo un delito de desobediencia si no se compareciera.

## Composición
Actualmente, en la XV legislatura se han constituido las 38 comisiones permanentes en la Cámara Alta, que lo hicieron entre el 19 de septiembre y el 5 de diciembre de 2023, y 31 comisiones permanentes de la Cámara Baja, que lo hicieron el en su mayoría el 4 de diciembre de 2023. A esto hay que añadir ocho comisiones mixtas Congreso-Senado, constituidas entre el 12 de diciembre y el 21 de diciembre de 2023.

### Comisiones Mixtas de las Cortes

#### Permanentes
| Nombre de la comisión                                                                                           | Presidencia | Presidencia                         | Vicepresidencia                | Vicepresidencia                | Secretaría                    | Secretaría                            |
| --- | ----------- | ----------------------------------- | ------------------------------ | ------------------------------ | ----------------------------- | ------------------------------------- |
| Relaciones con el Tribunal de Cuentas                                                                           |             | Juan Francisco Serrano Martínez (D) | 1ª                             | Álvaro Pérez López (D)         | 1ª                            | Salvador de Foronda Vaquero (S)       |
| Relaciones con el Tribunal de Cuentas                                                                           | 2ª          | Juan Francisco Serrano Martínez (D) | Santiago Rodríguez Serra (D)   | 2ª                             | Concha Andreu (S)             |                                       |
| Unión Europea                                                                                                   |             | Francisco Conde López (D)           | 1ª                             | Eugenia Carballedo (D)         | 1ª                            | María Eva Martín Pérez (S)            |
| Unión Europea                                                                                                   | 2ª          | Francisco Conde López (D)           | Gabriel Cruz Santana (D)       | 2ª                             | Amparo Marco (S)              |                                       |
| Relaciones con el Defensor del Pueblo                                                                           |             | Luis María Beamonte (D)             | 1ª                             | Félix de las Cuevas Cortés (D) | 1ª                            | Estela del Carmen Darocas Marín (S)   |
| Relaciones con el Defensor del Pueblo                                                                           | 2ª          | Luis María Beamonte (D)             | Margarita Martín Rodríguez (D) | 2ª                             | José Fernández Blanco (S)     |                                       |
| Control Parlamentario de la Corporación RTVE y sus Sociedades                                                   |             | Antonio Silván (S)                  | 1ª                             | Macarena Montesinos (D)        | 1ª                            | Cristina Díaz Moreno (S)              |
| Control Parlamentario de la Corporación RTVE y sus Sociedades                                                   | 2ª          | Antonio Silván (S)                  | Alfonso Gil Invernón (S)       | 2ª                             | Milena Herrera García (D)     |                                       |
| Seguridad Nacional                                                                                              |             | Edurne Uriarte Bengoechea (D)       | 1ª                             | Ricardo Tarno (D)              | 1ª                            | Simón Valentín Bueno Vargas (S)       |
| Seguridad Nacional                                                                                              | 2ª          | Edurne Uriarte Bengoechea (D)       | José Manuel Franco (S)         | 2ª                             | Javier Rodríguez Palacios (D) |                                       |
| Estudios de los Problemas de las Adicciones                                                                     |             | Pablo Hispán Iglesias de Ussel (D)  | 1ª                             | M.ª Mar Sánchez Sierra (D)     | 1ª                            | Francisco José Fernández Pérez (S)    |
| Estudios de los Problemas de las Adicciones                                                                     | 2ª          | Pablo Hispán Iglesias de Ussel (D)  | Carmen Martínez Ramírez (D)    | 2ª                             | Víctor Gutiérrez Santiago (D) |                                       |
| Coordinación y Seguimiento de la Estrategia Española para alcanzar los Objetivos de Desarrollo Sostenible (ODS) |             | Engracia Rivera Arias (D)           | 1ª                             | Pedro Luis Huguet Tous (D)     | 1ª                            | Leopoldo Jerónimo Sierra Gallardo (S) |
| Coordinación y Seguimiento de la Estrategia Española para alcanzar los Objetivos de Desarrollo Sostenible (ODS) | 2ª          | Engracia Rivera Arias (D)           | Tomás Cabezón Casas (D)        | 2ª                             | Gonzalo Redondo Cárdenas (D)  |                                       |
| Insularidad |             | José Antonio Valbuena Alonso (S)    | 1ª                             | Sandra Fernández Herranz (D)   | 1ª                            | Laura María Lima García (D)           |
| Insularidad | 2ª          | José Antonio Valbuena Alonso (S)    | Cristina Díaz Moreno (S)       | 2ª                             | Vicenç Vidal (D)              |                                       |
| (D) Diputado/a (S) Senador/a                                                                                    |             |                                     |                                |                                |                               |                                       |

### Congreso de los Diputados

#### Comisiones Permanentes Legislativas[4]
| Nombre de la comisión                                               | Presidencia | Presidencia                   | Vicepresidencia                    | Vicepresidencia               | Secretaría                        | Secretaría                    |
| ------------------------------------------------------------------- | ----------- | ----------------------------- | ---------------------------------- | ----------------------------- | --------------------------------- | ----------------------------- |
| Constitucional                                                      |             | José Zaragoza Alonso          | 1ª                                 | Nahuel González López         | 1ª                                | Ignacio López Cano            |
| Constitucional                                                      | 2ª          | José Zaragoza Alonso          | Nacho Martín Blanco                | 2ª                            | Isabel M.ª Borrego                |                               |
| Asuntos Exteriores                                                  |             | Juan Carlos Ruiz Boix         | 1ª                                 | Enrique Santiago              | 1ª                                | Pepe Mercadal Baquero         |
| Asuntos Exteriores                                                  | 2ª          | Juan Carlos Ruiz Boix         | Carlos Rojas García                | 2ª                            | César Sánchez Pérez               |                               |
| Justicia                                                            |             | Francisco Lucas Ayala         | 1ª                                 | Verónica Martínez Barbero     | 1ª                                | Joaquín M. Salmerón           |
| Justicia                                                            | 2ª          | Francisco Lucas Ayala         | Fernando de Rosa                   | 2ª                            | Daniel Pérez Osma                 |                               |
| Defensa                                                             |             | Alberto Fabra                 | 1ª                                 | Mamen Sánchez Díaz            | 1ª                                | Sergio Carlos Matos Castro    |
| Defensa                                                             | 2ª          | Alberto Fabra                 | Félix Alonso Cantorné              | 2ª                            | Macarena Lorente Anaya            |                               |
| Hacienda y Función Pública                                          |             | Alejandro Soler Mur           | 1ª                                 | Engracia Rivera Arias         | 1ª                                | Juan Carlos Jerez Antequera   |
| Hacienda y Función Pública                                          | 2ª          | Alejandro Soler Mur           | Javier de Andrés                   | 2ª                            | Llanos de Luna                    |                               |
| Presupuestos                                                        |             | Carlos Martín Urriza          | 1ª                                 | Caridad Rives Arcayna         | 1ª                                | Patricia Blanquer             |
| Presupuestos                                                        | 2ª          | Carlos Martín Urriza          | Juan Bravo Baena                   | 2ª                            | Miguel Ángel Paniagua             |                               |
| Interior                                                            |             | María Carmen Castilla Álvarez | 1ª                                 | M.ª Araceli Poblador          | 1ª                                | Lander Martínez               |
| Interior                                                            | 2ª          | María Carmen Castilla Álvarez | Carlos García Adanero              | 2ª                            | Fernando de Rosa                  |                               |
| Transportes y Movilidad Sostenible                                  |             | Esther Peña Camarero          | 1ª                                 | Alberto Ibáñez Mezquita       | 1ª                                | Isabel Iniesta Egido          |
| Transportes y Movilidad Sostenible                                  | 2ª          | Esther Peña Camarero          | Celso Delgado                      | 2ª                            | Óscar Ramajo Prada                |                               |
| Educación, Formación Profesional y Deportes                         |             | Mercedes González Fernández   | 1ª                                 | Àgueda Micó                   | 1ª                                | Ada Santana Aguilera          |
| Educación, Formación Profesional y Deportes                         | 2ª          | Mercedes González Fernández   | Ester Muñoz de la Iglesia          | 2ª                            | Javier Celaya Brey                |                               |
| Trabajo, Economía Social, Inclusión, Seguridad Social y Migraciones |             | Aina Vidal                    | 1ª                                 | M.ª Luisa García Gurrutxaga   | 1ª                                | Luis Alfonso Rey de las Heras |
| Trabajo, Economía Social, Inclusión, Seguridad Social y Migraciones | 2ª          | Aina Vidal                    | Cristina Teniente Sánchez          | 2ª                            | José Ignacio Romaní Cantera       |                               |
| Industria y Turismo                                                 |             | Inés Granollers Cunillera     | 1ª                                 | M.ª Carmen Castilla Álvarez   | 1ª                                | Alberto Ibáñez Mezquita       |
| Industria y Turismo                                                 | 2ª          | Inés Granollers Cunillera     | Irene Garrido                      | 2ª                            | Laura M.ª Lima García             |                               |
| Derechos Sociales y Consumo                                         |             | Verónica Martínez Barbero     | 1ª                                 | Luis Carlos Sahuquillo        | 1ª                                | M.ª Nieves Ramírez Moreno     |
| Derechos Sociales y Consumo                                         | 2ª          | Verónica Martínez Barbero     | Patricia Rodríguez Calleja         | 2ª                            | Bartolomé Madrid Olmo             |                               |
| Agricultura, Pesca y Alimentación                                   |             | Joseba Andoni Agirretxea      | 1ª                                 | Trinidad Carmen Argota Castro | 1ª                                | Toni Valero                   |
| Agricultura, Pesca y Alimentación                                   | 2ª          | Joseba Andoni Agirretxea      | M.ª Mercedes Cantalapiedra Álvarez | 2ª                            | Alfonso Carlos Macías Gata        |                               |
| Política Territorial                                                |             | Rafaela Crespín Rubio         | 1ª                                 | Eloi Badia i Casas            | 1ª                                | M.ª Guijarro Ceballos         |
| Política Territorial                                                | 2ª          | Rafaela Crespín Rubio         | Elías Bendodo                      | 2ª                            | M.ª Lourdes Ramírez Martín        |                               |
| Transición Ecológica y Reto Demográfico                             |             | Cristina Narbona              | 1ª                                 | Vicenç Vidal                  | 1ª                                | Esther Llamazares             |
| Transición Ecológica y Reto Demográfico                             | 2ª          | Cristina Narbona              | Miguel Ángel Quintanilla Navarro   | 2ª                            | Juan Antonio Lorenzo Cazorla      |                               |
| Vivienda y Agenda Urbana                                            |             | Isabel Borrego                | 1ª                                 | Rafaela Romero                | 1ª                                | Álvaro Morales Álvarez        |
| Vivienda y Agenda Urbana                                            | 2ª          | Isabel Borrego                | Alberto Ibáñez Mezquita            | 2ª                            | Cristóbal Garre Murcia            |                               |
| Cultura                                                             |             | Gerardo Pisarello             | 1ª                                 | José Losada Fernández         | 1ª                                | Roberto García Morís          |
| Cultura                                                             | 2ª          | Gerardo Pisarello             | Borja Sémper                       | 2ª                            | Julia Parra Aparicio              |                               |
| Economía, Comercio y Transformación Digital                         |             | Pedro Puy Fraga               | 1ª                                 | Alicia Álvarez González       | 1ª                                | Ferran Verdejo Vicente        |
| Economía, Comercio y Transformación Digital                         | 2ª          | Pedro Puy Fraga               | Teslem Andala Ubbi                 | 2ª                            | Jimena Delgado-Taramona Hernández |                               |
| Sanidad                                                             |             | Agustín Santos Maraver        | 1ª                                 | Modesto Pose Mesura           | 1ª                                | Carmen Martínez Ramírez       |
| Sanidad                                                             | 2ª          | Agustín Santos Maraver        | Elvira Velasco Morillo             | 2ª                            | Rafael Benigno Belmonte Gómez     |                               |
| Ciencia, Innovación y Universidades                                 |             | María Sandra Moneo Díez       | 1ª                                 | Andreu Martín Martínez        | 1ª                                | Luisa Sanz Martínez           |
| Ciencia, Innovación y Universidades                                 | 2ª          | María Sandra Moneo Díez       | Isabel Iniesta Egido               | 2ª                            | Pablo Vázquez Vega                |                               |
| Cooperación Internacional al Desarrollo                             |             | Susana Ros                    | 1ª                                 | Toni Valero                   | 1ª                                | Luc André Diouf               |
| Cooperación Internacional al Desarrollo                             | 2ª          | Susana Ros                    | Antonio Cavacasillas Rodríguez     | 2ª                            | Pedro Ignacio Gallardo Barrena    |                               |
| Igualdad                                                            |             | Susana Ros                    | 1ª                                 | Júlia Boada Danés             | 1ª                                | Margarita Martín Rodríguez    |
| Igualdad                                                            | 2ª          | Susana Ros                    | Carmen Fúnez de Gregorio           | 2ª                            | Aurora Nacarino-Brabo Jiménez     |                               |
| Juventud e Infancia                                                 |             | Jordi Salvador i Duch         | 1ª                                 | Lázaro Azorín Salar           | 1ª                                | Rafael Cofiño                 |
| Juventud e Infancia                                                 | 2ª          | Jordi Salvador i Duch         | Noelia Núñez González              | 2ª                            | Beatriz Jiménez Linuesa           |                               |

#### Comisiones Permanentes no Legislativas
| Nombre de la comisión                                                               | Presidencia | Presidencia            | Vicepresidencia                 | Vicepresidencia             | Secretaría                | Secretaría                 |
| ----------------------------------------------------------------------------------- | ----------- | ---------------------- | ------------------------------- | --------------------------- | ------------------------- | -------------------------- |
| Reglamento                                                                          |             | Francina Armengol      | 1ª                              | Alfonso Rodríguez           | 1ª                        | Gerardo Pisarello          |
| Reglamento                                                                          | 2ª          | Francina Armengol      | José Antonio Bermúdez de Castro | 2ª                          | Isaura Leal Fernández     |                            |
| Reglamento                                                                          | 3ª          | Francina Armengol      | Esther Gil de Reboleño          | 3ª                          | Guillermo Mariscal Anaya  |                            |
| Reglamento                                                                          | 4ª          | Francina Armengol      | Marta González Vázquez          | 4ª                          | Carmen Navarro Lacoba     |                            |
| Estatuto de los Diputados                                                           |             | Manuel Cobo Vega       | Maribel García López            | Maribel García López        | José María Sánchez García | José María Sánchez García  |
| Control de los creditos destinados a gastos reservados                              |             | Francina Armengol      | -                               | -                           | -                         | -                          |
| Peticiones                                                                          |             | Carlos Aragonés        | María Luisa Faneca López        | María Luisa Faneca López    | Juan José Aizcorbe Torra  | Juan José Aizcorbe Torra   |
| Seguimiento y Evaluación de los Acuerdos del Pacto de Toledo                        |             | Mercè Perea            | 1ª                              | Verónica Martínez Barbero   | 1ª                        | M.ª Dolores Corujo Berriel |
| Seguimiento y Evaluación de los Acuerdos del Pacto de Toledo                        | 2ª          | Mercè Perea            | Agustín Conde                   | 2ª                          | Cristina Abades Martínez  |                            |
| Seguimiento y Evaluación de los Acuerdos del Pacto de Estado de Violencia de Género |             | Adriana Lastra         | 1ª                              | Júlia Boada Danés           | 1ª                        | Sonia Guerra               |
| Seguimiento y Evaluación de los Acuerdos del Pacto de Estado de Violencia de Género | 2ª          | Adriana Lastra         | Ana Alós                        | 2ª                          | Jaime de los Santos       |                            |
| Políticas Intregrales de Discapacidad                                               |             | Mercedes Fernández     | 1ª                              | Teresa Llorens Carbonell    | 1ª                        | Inés Plaza García          |
| Políticas Intregrales de Discapacidad                                               | 2ª          | Mercedes Fernández     | Engracia Rivera Arias           | 2ª                          | Agustín Parra Gallego     |                            |
| Calidad Democrática, Anticorrupción y Reformas Institucionales y Legales            |             | Antidio Fagúndez Campo | 1ª                              | Blanca Cercas Mena          | 1ª                        | Gala Pin                   |
| Calidad Democrática, Anticorrupción y Reformas Institucionales y Legales            | 2ª          | Antidio Fagúndez Campo | Marta Varela Pazos              | 2ª                          | Héctor Palencia Rubio     |                            |
| Seguridad Vial                                                                      |             | Marta Madrenas         | 1ª                              | Juan Carlos Jerez Antequera | 1ª                        | Daniel Senderos Oraá       |
| Seguridad Vial                                                                      | 2ª          | Marta Madrenas         | Juan Antonio Rojas Manrique     | 2ª                          | Tristana Moraleja         |                            |

#### Comisiones de Investigación
| Nombre de la comisión | Presidencia | Presidencia              | Vicepresidencia         | Vicepresidencia       | Secretaría          | Secretaría                   |
| --- | ----------- | ------------------------ | ----------------------- | --------------------- | ------------------- | ---------------------------- |
| Procesos de contratación para la adquisición de material sanitario por parte de las Administraciones públicas durante la crisis pandémica ocasionada por la Covid-19 |             | Alejandro Soler Mur      | 1ª                      | Engracia Rivera Arias | 1ª                  | Mercedes González Fernández  |
| Procesos de contratación para la adquisición de material sanitario por parte de las Administraciones públicas durante la crisis pandémica ocasionada por la Covid-19 | 2ª          | Alejandro Soler Mur      | José Vicente Marí Bosó  | 2ª                    | Jorge Campos Asensi |                              |
| Operación Cataluña |             | María Luz Martínez Seijo | 1ª                      | Aina Vidal Sáez       | 1ª                  | Arnau Ramírez Carner         |
| Operación Cataluña | 2ª          | María Luz Martínez Seijo | Noelia Núñez González   | 2ª                    | Carlos Rojas García |                              |
| Atentados de Barcelona y Cambrils del 17 de agosto de 2017 |             | Txema Guijarro           | 1ª                      | Begoña Nasarre Oliva  | 1ª                  | David Serrada                |
| Atentados de Barcelona y Cambrils del 17 de agosto de 2017 | 2ª          | Txema Guijarro           | Llanos de Luna          | 2ª                    | Nacho Martín Blanco |                              |
| Espionaje con el malware Pegasus y Candiru |             | Luis Carlos Sahuquillo   | 1ª                      | Enrique Santiago      | 1ª                  | Mª. Araceli Poblador Pacheco |
| Espionaje con el malware Pegasus y Candiru | 2ª          | Luis Carlos Sahuquillo   | Fernando de Rosa Torner | 2ª                    | Agustín Conde Bajén |                              |

### Senado

#### Comisiones permanentes legislativas
| Comisión                                    | Presidente(s)                              | Mandato       | Refs  |
| ------------------------------------------- | ------------------------------------------ | ------------- | ----- |
| Constitucional                              | Pío García-Escudero (PP)                   | 2023-presente | [ 5 ] |
| General de las Comunidades Autónomas        | Luisa Fernanda Rudi (PP)                   | 2023-presente | [ 5 ] |
| Agricultura, Ganadería y Alimentación       | Jorge Domingo Martínez Antolín (PP)        | 2023-presente | [ 5 ] |
| Asuntos Exteriores                          | José Ignacio Landaluce Calleja (PP)        | 2023-presente | [ 5 ] |
| Ciencia, Innovación y Universidades         | Paloma Inés Sanz Jerónimo (PP)             | 2023-presente | [ 5 ] |
| Cooperación Internacional al Desarrollo     | Gonzalo Robles Orozco (PP)                 | 2023-presente | [ 5 ] |
| Cultura                                     | Juan Manuel Ávila Gutiérrez (PP)           | 2023-presente | [ 5 ] |
| Defensa                                     | José Manuel Rey Varela (PP)                | 2023-presente | [ 5 ] |
| Derechos de las Familias                    | María del Carmen Leyte Coello (PP)         | 2023-presente | [ 5 ] |
| Derechos Sociales, Consumo y Agenda 2030    | María Salom Coll (PP)                      | 2023-presente | [ 5 ] |
| Despoblación y Reto Demográfico             | José Manuel Baltar Blanco (PP)             | 2023-presente | [ 5 ] |
| Economía, Comercio y Empresa                | José Manuel Barreiro Fernández (PP)        | 2023-presente | [ 5 ] |
| Educación, Formación Profesional y Deportes | Antonio Silván Rodríguez (PP)              | 2023-presente | [ 5 ] |
| Entidades Locales                           | Fernando Priego Chacón (PP)                | 2023-presente | [ 5 ] |
| Función Pública                             | Javier Campoy Monreal (PP)                 | 2023-presente | [ 5 ] |
| Hacienda                                    | Eloy Suárez Lamata (PP)                    | 2023-presente | [ 5 ] |
| Igualdad                                    | Rosa María Romero Sánchez (PP)             | 2023-presente | [ 5 ] |
| Inclusión, Seguridad Social y Migraciones   | Gerardo Camps Devesa (PP)                  | 2023-presente | [ 5 ] |
| Industria y Turismo                         | Francisco Javier Lacalle Lacalle (PP)      | 2023-presente | [ 5 ] |
| Interior                                    | Fernando Martínez-Maíllo Toribio (PP)      | 2023-presente | [ 5 ] |
| Justicia                                    | María Yolanda Ibarrola De La Fuente (PP)   | 2023-presente | [ 5 ] |
| Juventud e Infancia                         | María Eva Martín Pérez (PP)                | 2023-presente | [ 5 ] |
| Pesca                                       | Carmen Belén López Zapata (PP)             | 2023-presente | [ 5 ] |
| Políticas Integrales de Discapacidad        | Juan Carlos Serrano López (PP)             | 2023-presente | [ 5 ] |
| Presupuestos                                | Joaquín Francisco Puig Ferrer (PSOE)       | 2023-presente | [ 5 ] |
| Sanidad                                     | María del Mar San Martín Ibarra (PP)       | 2023-presente | [ 5 ] |
| Trabajo y Economía Social                   | Vicente Tirado Ochoa (PP)                  | 2023-presente | [ 5 ] |
| Transformación Digital                      | Alejo Joaquín Miranda De Larra Arnaiz (PP) | 2023-presente | [ 5 ] |
| Transición Ecológica                        | José Ángel Alonso Pérez (PP)               | 2023-presente | [ 5 ] |
| Transportes y Movilidad Sostenible          | Jesús Julio Carnero García (PP)            | 2023-presente | [ 5 ] |
| Vivienda y Agenda Urbana                    | Francisco Martín Bernabé Pérez (PP)        | 2023-presente | [ 5 ] |

#### Comisiones permanentes no legislativas
| Comisión | Presidente(s)                    | Mandato       | Refs  |
| --- | -------------------------------- | ------------- | ----- |
| Asuntos Iberoamericanos | Juan José Matarí Sáez (PP)       | 2023-presente | [ 5 ] |
| Incompatibilidades | José Antonio Monago (PP)         | 2020-presente | [ 5 ] |
| Nombramientos | Pedro Rollán Ojeda (PP)          | 2023-presente | [ 5 ] |
| Peticiones | Ángel González Muñoz (PP)        | 2023-presente | [ 5 ] |
| Reglamento | Javier Arenas Bocanegra (PP)     | 2023-presente | [ 5 ] |
| Seguimiento y Evaluación de las Estrategias acordadas por el Senado dentro del Pacto de Estado contra la Violencia de Género | Verónica María Casal Míguez (PP) | 2023-presente | [ 5 ] |
| Suplicatorios | Paloma Sanz Jerónimo (PP)        | 2023-presente | [ 5 ] |

#### Comisiones conjuntas
| Comisión                | Presidente(s)            | Mandato       | Refs  |
| ----------------------- | ------------------------ | ------------- | ----- |
| Constitucional-Justicia | Pío García-Escudero (PP) | 2024-presente | [ 5 ] |

#### Comisiones de investigación
| Comisión          | Presidente(s)           | Mandato       | Refs  |
| ----------------- | ----------------------- | ------------- | ----- |
| Operación Delorme | Eloy Suárez Lamata (PP) | 2024-presente | [ 5 ] |

## Legislaturas anteriores
- Anexo:Comisiones de las Cortes Generales en la XII legislatura
- Anexo:Comisiones de las Cortes Generales en la XIII legislatura
- Anexo:Comisiones de las Cortes Generales en la XIV legislatura